# Mohd Irfan Fazail
Mohd Irfan Fazail, celým jménem Mohammad Irfan bin Fazail (* 12. dubna 1991, Malajsie), je malajsijský fotbalový záložník a bývalý mládežnický reprezentant, od roku 2014 hráč malajsijského týmu Johor Darul Takzim FC.
V zahraničí působil na Slovensku, v roce 2011 strávil společně s krajany Fadhli Shasem a Wan Zack Haikalem 3 měsíce na hostování v klubu FC ViOn Zlaté Moravce.

## Klubová kariéra
- Harimau Muda 2008–2009
- Harimau Muda A 2009–2013
- →  FC ViOn Zlaté Moravce (hostování) 2011[1][2]
- Johor Darul Takzim FC 2014–

## Reprezentační kariéra
Nastupoval za malajsijské reprezentační výběry U17, U19 a U23.